# لورن سرپه
لورن سرپه (انگلیسی: Laurens Serpe؛ زادهٔ ۷ فوریهٔ ۲۰۰۱) بازیکن فوتبال اهل ایتالیا است.
وی همچنین در تیم‌های ملی فوتبال زیر ۱۷ سال ایتالیا، زیر ۱۸ سال ایتالیا، زیر ۱۹ سال ایتالیا، و زیر ۲۰ سال ایتالیا بازی کرده‌است.